# Lepanthes stupenda
Lepanthes stupenda är en orkidéart som beskrevs av Carlyle August Luer. Lepanthes stupenda ingår i släktet Lepanthes och familjen orkidéer. Inga underarter finns listade i Catalogue of Life.